# Holmtjärnen (Vitsands socken, Värmland)
Holmtjärnen är en sjö i Torsby kommun i Värmland och ingår i Göta älvs huvudavrinningsområde. Sjön har en area på 0,162 kvadratkilometer och ligger 185,8 meter över havet. Sjön avvattnas av vattendraget Vägån (Lembergsälven). Vid provfiske har abborre och gädda fångats i sjön.

## Delavrinningsområde
Holmtjärnen ingår i det delavrinningsområde (669047-135054) som SMHI kallar för Inloppet i Vägsjön. Medelhöjden är 290 meter över havet och ytan är 58,91 kvadratkilometer. Det finns inga avrinningsområden uppströms utan avrinningsområdet är högsta punkten. Vägån (Lembergsälven) som avvattnar avrinningsområdet har biflödesordning 3, vilket innebär att vattnet flödar genom totalt 3 vattendrag innan det når havet efter 381 kilometer. Avrinningsområdet består mestadels av skog (76 procent) och sankmarker (20 procent). Avrinningsområdet har 0,44 kvadratkilometer vattenytor vilket ger det en sjöprocent på 0,7 procent.